# AHS (adaptacyjne światła drogowe)
AHS (Adaptive High-beam System) – system adaptacyjnych świateł drogowych, opracowany przez koncern Toyota Motor Corporation, umożliwiający maksymalne wykorzystanie świateł drogowych samochodu bez oślepiania kierowców innych pojazdów podczas jazdy nocnej. Wykorzystując wchodzącą w skład systemu bezpieczeństwa czynnego kamerę przednią samochodu, system wykrywa światła pojazdów jadących z przodu lub nadjeżdżających z przeciwka i odpowiednio steruje ruchomymi przesłonami zainstalowanymi w reflektorach. Umożliwia to takie kształtowanie wiązki światła, by omijała ona inne pojazdy, jednocześnie oświetlając pozostałą przestrzeń przed samochodem, w szczególności pobocza. Rozwiązanie wprowadzono po raz pierwszy w samochodzie Lexus LS 400 w 2012 roku, a potem w innych modelach tej marki w wyższych wersjach wyposażenia.
W 2014 roku Toyota przedstawiła rozwinięcie systemu AHS dla pojazdów ze światłami drogowymi opartymi na diodach LED, w którym zamiast ruchomych przesłon zastosowano indywidualne sterowanie diodami odpowiedzialnymi za oświetlenie poszczególnych segmentów przestrzeni przed samochodem.
Przy okazji debiutu odświeżonego modelu RX w 2019 roku Lexus wprowadził na rynek system BladeScan AHS. Układ adaptacyjnych świateł drogowych z tym rozwiązaniem bazuje na dwóch zwierciadłach umieszczonych na szybko obracających się przesłonach, z których światło jest przekazywane do soczewki, oświetlając drogę przed samochodem. Układ w połączeniu z dynamicznym sterowaniem poszczególnymi diodami LED zapewnia większą precyzję snopa światła i umożliwia dostrzeżenie pieszych czy znaków drogowych znacznie wcześniej, bez oślepiania kierowców samochodów nadjeżdżających z przeciwka. W 2020 roku system BladeScan AHS znalazł się również na liście wyposażenia Lexusa LS.  